# Шевченко (Кумачовский сельский совет)
Шевченко (укр. Шевченко) — село на Украине, находится в Старобешевском районе Донецкой области. Под контролем самопровозглашённой Донецкой Народной Республики.

## География
Село расположено на левом берегу реки под названием Грузский Еланчик. К востоку от населённого пункта проходит граница между Украиной и Россией.
В Донецкой области имеется ещё 17 одноимённых населённых пунктов, в том числе ещё одно село Шевченко в Старобешевском районе (Новокатериновский сельский совет), 1 село Шевченко в соседнем Тельмановском районе.

#### Соседние населённые пункты по странам света
С: Глинка, Лужки (выше по течению Грузского Еланчика)
СЗ: Широкое
СВ: —
З: Октябрьское, Розовка
В: Малоекатериновка (Российская Федерация)
ЮЗ: Вершиновка, Черевковское
ЮВ: Котляровское
Ю: Кузнецово-Михайловка (ниже по течению Грузского Еланчика) 

## Население
Население по переписи 2001 года составляло 87 человек.

## Общие сведения
Код КОАТУУ — 1424584609. Почтовый индекс — 87261. Телефонный код — 6253.

## Адрес местного совета
87260, Донецкая область, Старобешевский р-н, с. Кумачово, ул. Ручко, 1